# Jake Burton (cầu thủ bóng đá)
Jake Burton (sinh ngày 15 tháng 11 năm 2001) là một cầu thủ bóng đá thi đấu ở vị trí hậu vệ cho Tranmere Rovers. Anh có màn ra mắt đội một trong thất bại 2-1 trước U-21 Leicester City F.C.  ở EFL Trophy 2019-20 , và kí hợp đồng chuyên nghiệp đầu tiên vào tháng 7 năm 2020.

## Thống kê sự nghiệp

### Câu lạc bộ
Tính đến trận đấu diễn ra ngày 23 tháng 1 năm 2020.
| Câu lạc bộ      | Mùa giải            | Giải quốc nội       | Giải quốc nội       | Giải quốc nội | Cúp FA  | Cúp FA    | League Cup | League Cup | Khác    | Khác      | Tổng    | Tổng      |   |
| Câu lạc bộ      | Mùa giải            | Hạng đấu            | Số trận             | Bàn thắng     | Số trận | Bàn thắng | Số trận    | Bàn thắng  | Số trận | Bàn thắng | Số trận | Bàn thắng |   |
| --------------- | ------------------- | ------------------- | ------------------- | ------------- | ------- | --------- | ---------- | ---------- | ------- | --------- | ------- | --------- | - |
| Tranmere Rovers | 2019-20             | League One          | 0                   | 0             | 0       | 0         | 0          | 0          | 1       | 0         | 1       | 0         |   |
| Tranmere Rovers | Tổng cộng sự nghiệp | Tổng cộng sự nghiệp | Tổng cộng sự nghiệp | 1             | 0       | 0         | 0          | 0          | 0       | 1         | 0       | 1         | 0 |

Ghi chú
1. ↑  Số trận ở EFL Trophy